# Naturschutzgebiet Umiker Schachen-Stierenhölzli

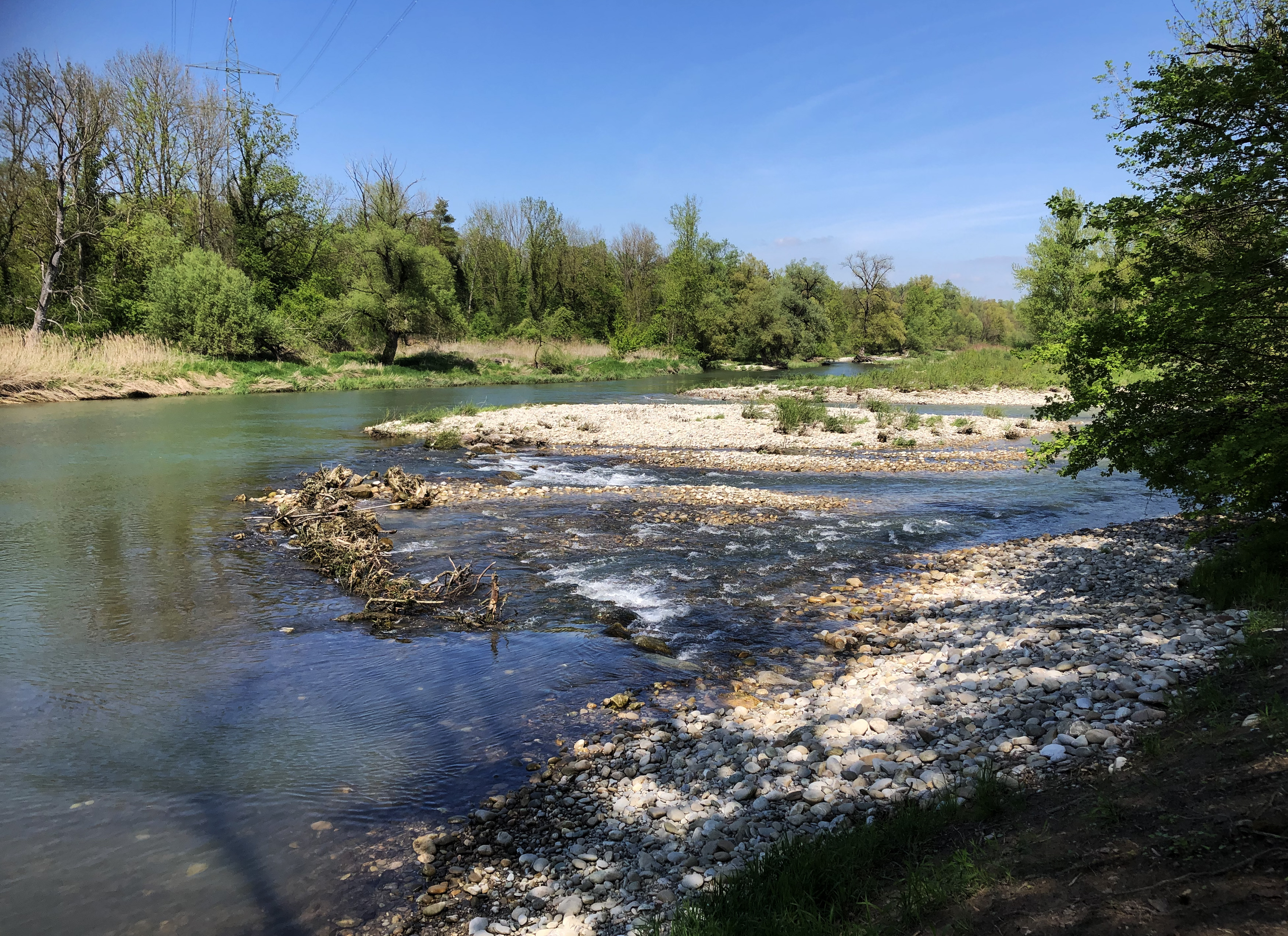
Alter Lauf der Aare im Umiker Schachen

Das Naturschutzgebiet Umiker Schachen-Stierenhölzli ist eine Auenlandschaft von nationaler Bedeutung an der Aare im Schweizer Kanton Aargau. Im geschützten Areal liegen unter anderem ein Naturwaldreservat und ein national bedeutendes Amphibienlaichgebiet. Der vier Kilometer lange Abschnitt der Flussniederung wurde durch den Bau des Kraftwerks Wildegg-Brugg stark verändert, blieb jedoch in weiten Teilen als Naturlandschaft erhalten, die für die Verbindung zwischen dem Juragebirge und der Hügelzone des Mittellands wichtig ist.
Das 1992 ausgewiesene Schutzgebiet wird in der World Database on Protected Areas (WDPA) unter der Objektnummer 148594 geführt, das darin enthaltene Amphibienlaichgebiet unter der Nummer 347283. Dieses ist als Biotop- und Artenschutzgebiet in der IUCN-Kategorie IV registriert.
Das Naturschutzgebiet Umiker Schachen-Stierenhölzli umfasst mehr als die Hälfte der grösseren Auenlandschaft «Wildegg-Brugg», die ihrerseits zu den bedeutendsten Teillandschaften des dezentralen Auenschutzparks Aargau gehört.

## Lage

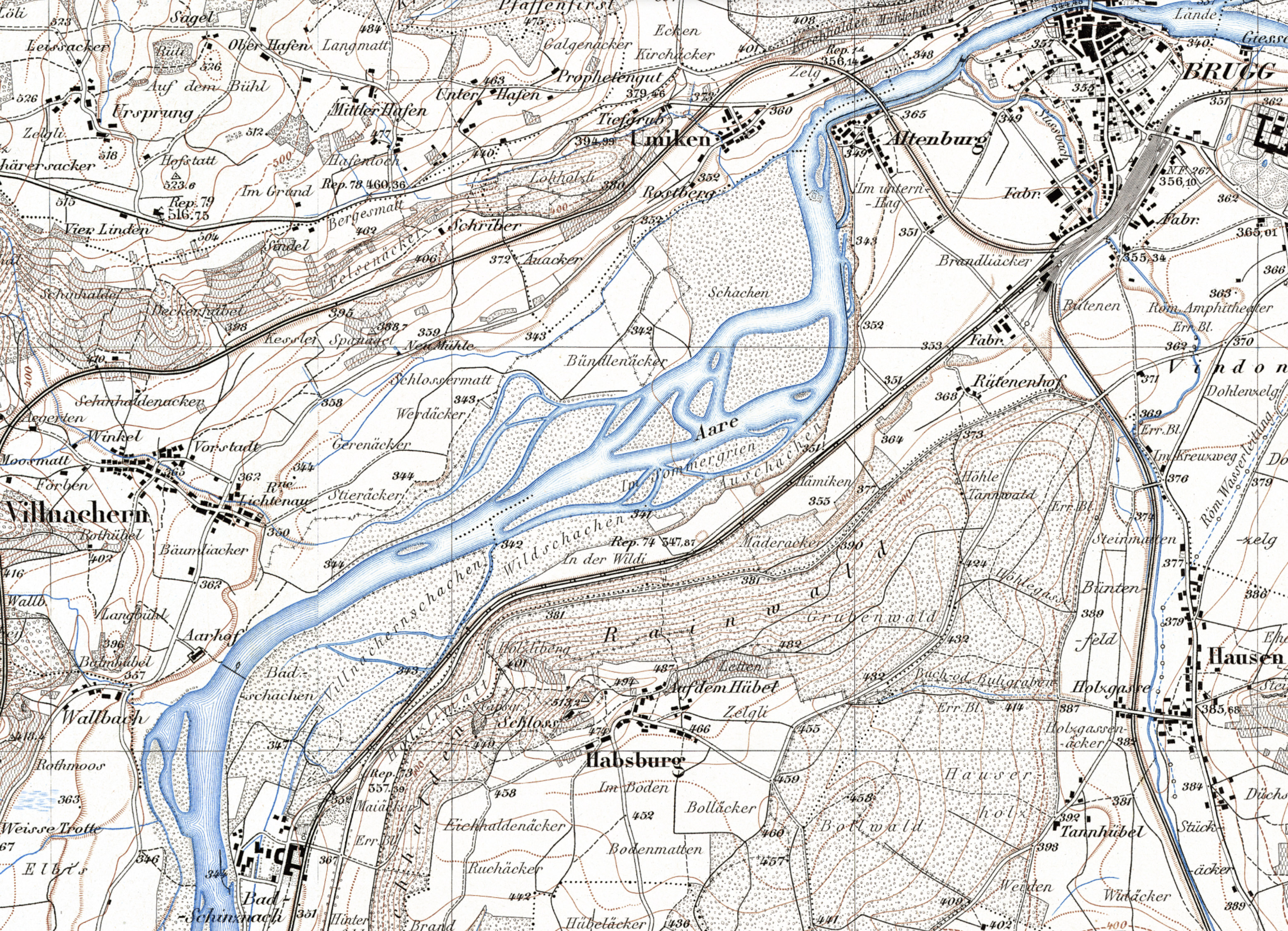
Karte der Schachenlandschaft Villnachern-Umiken-Brugg im frühen 20. Jahrhundert

Das 124 Hektaren grosse Schutzgebiet liegt auf der durchschnittlichen Höhe von 340 m ü. M. in der Flussniederung an der Aare oberhalb der Stadt Brugg. Die Auenlandschaft gehört zu den Gemeinden Brugg, Schinznach und Villnachern. Die links der Aare liegende Ortschaft Umiken, nach welcher das Schachengebiet benannt ist, bildet seit 2009 einen Stadtteil von Brugg. Schon 1901 war die kleine Gemeinde Altenburg bei Brugg durch einen Beschluss des Grossen Rats des Kantons Aargau mit der Stadt fusioniert worden, und 2020 fand auch der Zusammenschluss der Gemeinde Schinznach-Bad mit Brugg statt; seither liegt der ganze rechte Streifen der Auenlandschaft in deren Stadtgebiet.
Die Schwemmfläche im Aaretal entstand nach dem Eiszeitalter, als sich der Fluss durch die Schlucht in Brugg – ein Geotop des Bundesinventars der Landschaften und Naturdenkmäler von nationaler Bedeutung – einen neuen Weg bahnte. Viel früher hatte die Ur-Aare ein Tal weiter südlich aus dem Felsboden gegraben, das nun während der Birrfeld-Eiszeit mit fluvioglazialen Sedimenten verfüllt wurde. Während die Aare deshalb das neue Flussbett am Fuss des Bruggerbergs schuf, bildete sich im flachen Gebiet oberhalb, zwischen dem Plateau des Bözbergs und dem Linnerberg im Nordwesten und dem Wülpelsberg im Südosten, eine etwa einen Kilometer breite, mehrere Kilometer lange Ebene, auf der sich mit der Fliessdynamik der mäandrierenden Aare immer wieder neue, verzweigte Gewässer und Kiesinseln formten. Wenn sich bei grossen Hochwassern der Aare das Wasser in der Schlucht von Brugg staute, wurden Partien des Auenwalds überflutet. Durch die Schotterschichten unter den Auen bei Brugg fliesst ein starker Grundwasserstrom.
In früheren Jahrhunderten führte die natürliche Veränderung der Flusslandschaft oft zu Konflikten zwischen den umliegenden Gemeinden, besonders Umiken, Villnachern und Altenburg. Mit kleinen flussbaulichen Eingriffen suchten die Dörfer den Aarelauf, der bei Hochwasser das Kulturland beschädigte, einzudämmen. Umiken verlor 1880 bei einer Überschwemmung sieben Hektaren Schachengebiet.
Der weitaus grösste Teil des Schutzgebiets befindet sich im Areal von Villnachern; dazu gehört die bewaldete Landschaft mit mehreren Feuchtgebieten auf der «Schacheninsel» zwischen dem Altlauf der Aare und dem Oberwasser- und Unterwasserkanal des Kraftwerks Wildegg-Brugg. Die künstliche, befestigte Böschung des Kanals, auf welcher teilweise Uferstrassen verlaufen, stellt eine Grenze zwischen der östlich davon liegenden Naturlandschaft und dem rasch fliessenden Wasser dar. Wegen des Kraftwerkbetriebs fliesst im ehemaligen Flussbett oft nur noch die mit der Wasserkraftkonzession definierte Restwassermenge, die mindestens 10 Kubikmeter pro Sekunde betragen muss. Dadurch entstanden im alten Flussbereich neue Abschnitte mit niedrigem oder stehendem Wasser, Erosionsufer und Kiesinseln. Rechts vom alten Flusslauf und nördlich vom Thermalbad Schinznach liegt der Wald «Stierehölzli», der ebenfalls zum Gebiet von Villnachern gehört und früher auch «Villnachernschachen» genannt wurde. Der private Wald im «Badschachen» ist kein Teil des Landschaftsschutzgebiets.
Der obere Bereich der langgezogenen Insel zwischen Altlauf und Kanal liegt im Gebiet der Gemeinde Schinznach. Eine gerodete, landwirtschaftlich genutzte Fläche in diesem Bereich wird ebenfalls nicht zur geschützten Auenlandschaft gerechnet. Mehrere Uferpartien rechts vom Altwasser, der «Wildischachen» und die kleine letzte Partie der Insel ganz im Norden gehören zu Brugg.
Aus der Berglandschaft bei Villnachern und Schinznach links der Aare und aus dem Schenkenbergertal fliessen mehrere Bäche in die Aareebene, wo sie kanalisiert und teils eingedolt sind und entweder in den Binnenkanal oder direkt in den Kraftwerkskanal münden. Der Talboden auf der linken Seite des Kanals wird als Kulturland und Siedlungsgebiet genutzt und gehört nicht zum Auenschutzgebiet.

## Infrastruktur

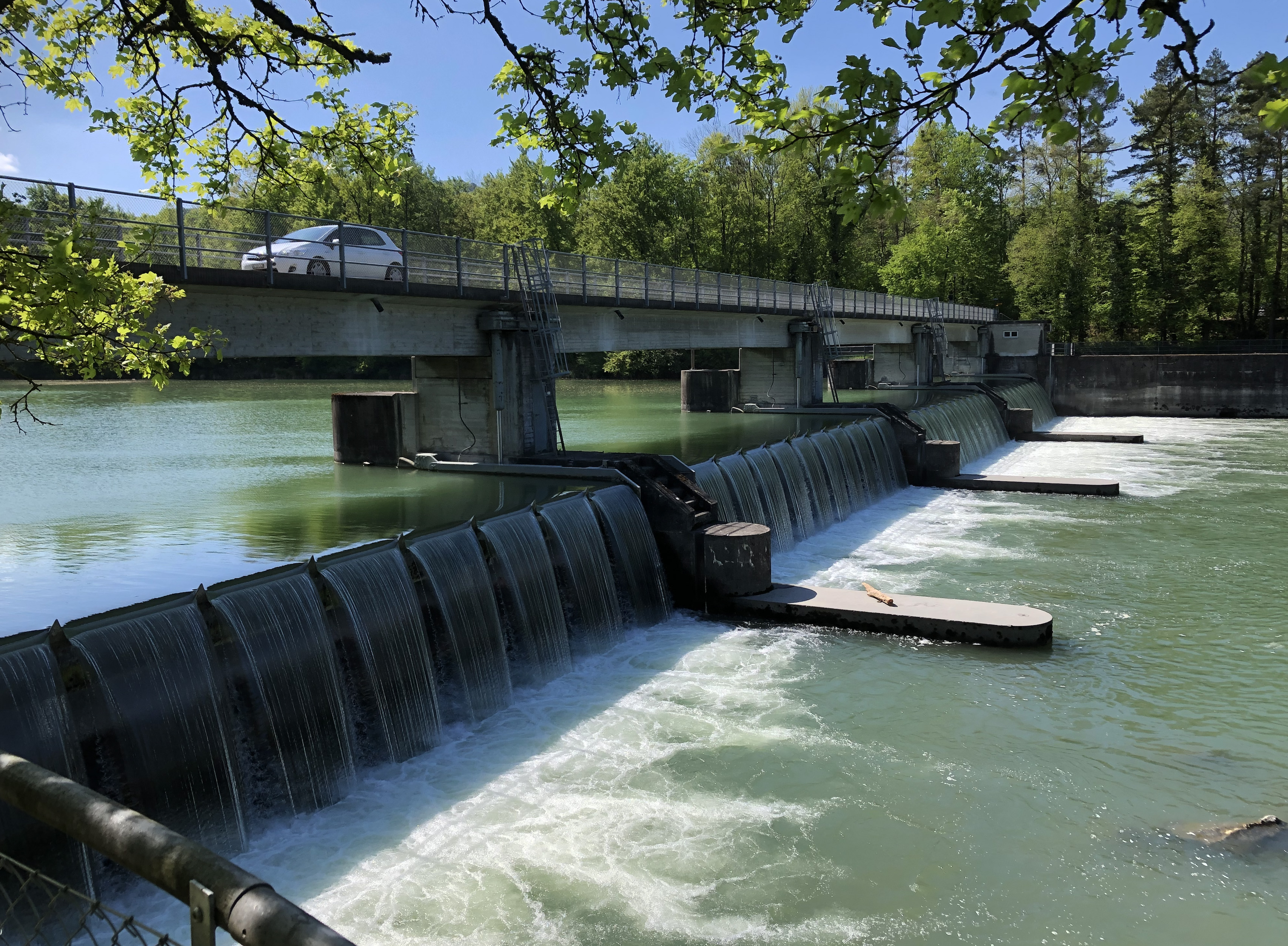
Hilfswehrbrücke bei Bad Schinznach

Am Flussabschnitt zwischen Schinznach, Villnachern und Brugg entstanden mit der Zeit zahlreiche technische Einrichtungen. Ältere Grossprojekte wie etwa der Bau des Transhelvetischen Kanals, für welchen das gesamte Auengebiet oberhalb von Brugg in einen grossen Stausee verwandelt worden wäre, kamen nicht zur Ausführung. Die Landschaft wird heute vor allem durch die Anlagen des 1953 in Betrieb genommenen Kraftwerks Wildegg-Brugg mit dem Stauwehr bei Schinznach, den Kanälen, dem Maschinenhaus bei Villnachern, einem Hilfswehr bei der Brücke von Bad Schinznach und einem zweiten Hilfswehr bei Brugg sowie Hochspannungsleitungen geprägt. Das Kraftwerk nutzt das Gefälle der Aare in der Konzessionsstrecke von Wildegg bis Brugg mit einem Höhenunterschied von 14,4 Metern beim Maschinenhaus. Die Staukote im Oberwasserkanal liegt auf 348 m ü. M. Vor dem Bau der Kanäle wurden grosse Flächen des Auenwalds gerodet. Die Seitendämme des Oberwasserkanals erheben sich hoch über den Boden des Schachengebiets, während der etwa zwei Kilometer lange Unterwasserkanal mit einer steilen Böschung bis zu 13 Meter tiefer als die Umgebung liegt. Ein vom Maschinenhaus durch die Schacheninsel verlaufender Damm schützt den Unterwasserkanal vor Überschwemmungen aus dem höher liegenden Auengebiet. Mit dem Bau des Kraftwerks gingen 44 Hektaren Schachenwald und 41 Hektaren Kulturland verloren, vier Hektaren Schachenwald wurden in Kulturland umgewandelt, und Feuchtgebiete, Giessen und Altarme der Aare im Umfang von 17 Hektaren wurden trockengelegt, aufgefüllt und neu als Schachenwald oder als Kulturland genutzt. Um den Abfluss des Wassers unterhalb des Kraftwerks zu verbessern, wurden die grossen Felsriffe der Stromschnelle bei Altenburg, die früher den Eingang in die Aareschlucht bei Brugg markierte, weggesprengt.
Die beiden Stauanlagen im alten Flussbett wurden gebaut, um den Wasserabfluss zu steuern, die Erosion des Bodens zu mindern und den Grundwasserstand zu halten. Betonierte Fischtreppen ermöglichen es den Fischen, die Hindernisse zu passieren.
Ein erstes Stauwerk staute die Aare schon beim Bau des alten Kraftwerks Brugg 1892 am unteren Ende des Auengebiets in der Nähe von Altenburg. Dort begann der Oberwasserkanal, der bis zum Maschinenhaus in der Nähe der Mündung des Süssbachs in die Aare steht. 1952 wurde das alte Wasserkraftwerk wegen des Baus des neuen Werks Wildegg-Brugg stillgelegt. An der Stelle des alten Wehrs von Altenburg befindet sich heute ein Hilfswehr des neuen Kraftwerks.
Neben dem Kraftwerk überquert die in den 2010er Jahren von Swissgrid errichtete 380-kV-Hochspannungsleitung Beznau–Birr–Mettlen die Auenlandschaft auf grossen Gittermasten, so dass die Leitungsstränge hoch über dem Wald durchführen. Sie ersetzte die alte 220-kV-Freileitung, die von Beznau zu der Schaltanlage beim Kraftwerk Wildegg-Brugg und von dort zum Unterwerk Birr führte und demontiert wurde. Die Schneise dieser alten Leitung im Auenwald wird aufgeforstet.
Über eine nahe an der Aare liegende Fläche von etwa einem halben Quadratkilometer erstrecken sich die Kur- und Sportanlagen beim Bad Schinznach. Aus dem im 17. Jahrhundert entstandenen, berühmten Heilbad entwickelte sich im 20. Jahrhundert ein vielteiliger Komplex mit Kur-, Sport- und Freizeiteinrichtungen sowie einem ausgedehnten Golfplatz, dem eine grosse Fläche des Auenwalds weichen musste. Das Gebiet von Bad Schinznach als intensiv genutzte Kulturlandschaft ist denn auch vom Perimeter der geschützten Auenlandschaft ausgenommen. Bei Altenburg liegt das Areal des Frei- und Hallenbads von Brugg am Rand der Auenlandschaft.
Im Schutzgebiet befindet sich das Grundwasserpumpwerk «Stieracker» der Wasserversorgung Brugg. Nördlich von Bad Schinznach lag die ehemalige Abwasserreinigungsanlage der Gemeinde Schinznach-Bad. 2012 beschloss die Gemeinde die Aufhebung dieser Einrichtung; das Abwasser wird neu zur Kläranlage von Windisch geleitet, und das Areal der alten Anlage im Badschachen wurde der Natur als Ruderalfläche überlassen, die allmählich von Stauden und Gehölz überwachsen wird.

Luftaufnahme des Auengebiets von Südwesten während der Bauzeit der Aaretalbrücke

Sechs Brücken und Stege sowie die hohe Aaretalbrücke der Autobahn A3 führen in der Flusslandschaft über die Gewässer. Auf der Schotterterrasse im Osten der Flussniederung, am Hangfuss des Wülpelsbergs, verlaufen die Bahnstrecke Brugg–Aarau und die Hauptstrasse 5. In der Nähe liegen grosse Industrie- und Gewerbesiedlungen von Brugg. Durch das Schachengebiet führen verschiedene regionale Wanderwege sowie die von SchweizMobil gekennzeichneten Radwanderwege «Mittelland-Route» und «Aare-Route» (auf einem gemeinsamen Weg durch das Stierenhölzli und den Wildischachen). Vom Siedlungsgebiet von Brugg und Windisch gibt es keinen direkten Flussübergang auf die Schacheninsel zwischen der Schinznacher Hilfswehrbrücke und der Hängebrücke unter der Eisenbahnbrücke bei Umiken. Dieser Umstand verhindert einerseits die intensive Nutzung des Auenwalds als Erholungslandschaft und vermindert deshalb andererseits die Störung von Wildtieren. Nach jahrzehntelangen Diskussionen über dieses Verkehrsproblem prüfte die Stadt Brugg 2021 mit einer Machbarkeitsstudie den möglichen Bau eines neuen Stegs über das Dachwehr bei Altenburg.
Nach dem Bau des Wasserkraftwerks Wildegg-Brugg wurden an einigen Stellen im Umiker Schachen und bei Brugg Kiesgruben ausgebeutet. Später dienten diese Vertiefungen und der alte Kanal des ehemaligen Kraftwerks Brugg als Deponien für Abfälle aller Art und wurden später wieder aufgeforstet.

## Natur

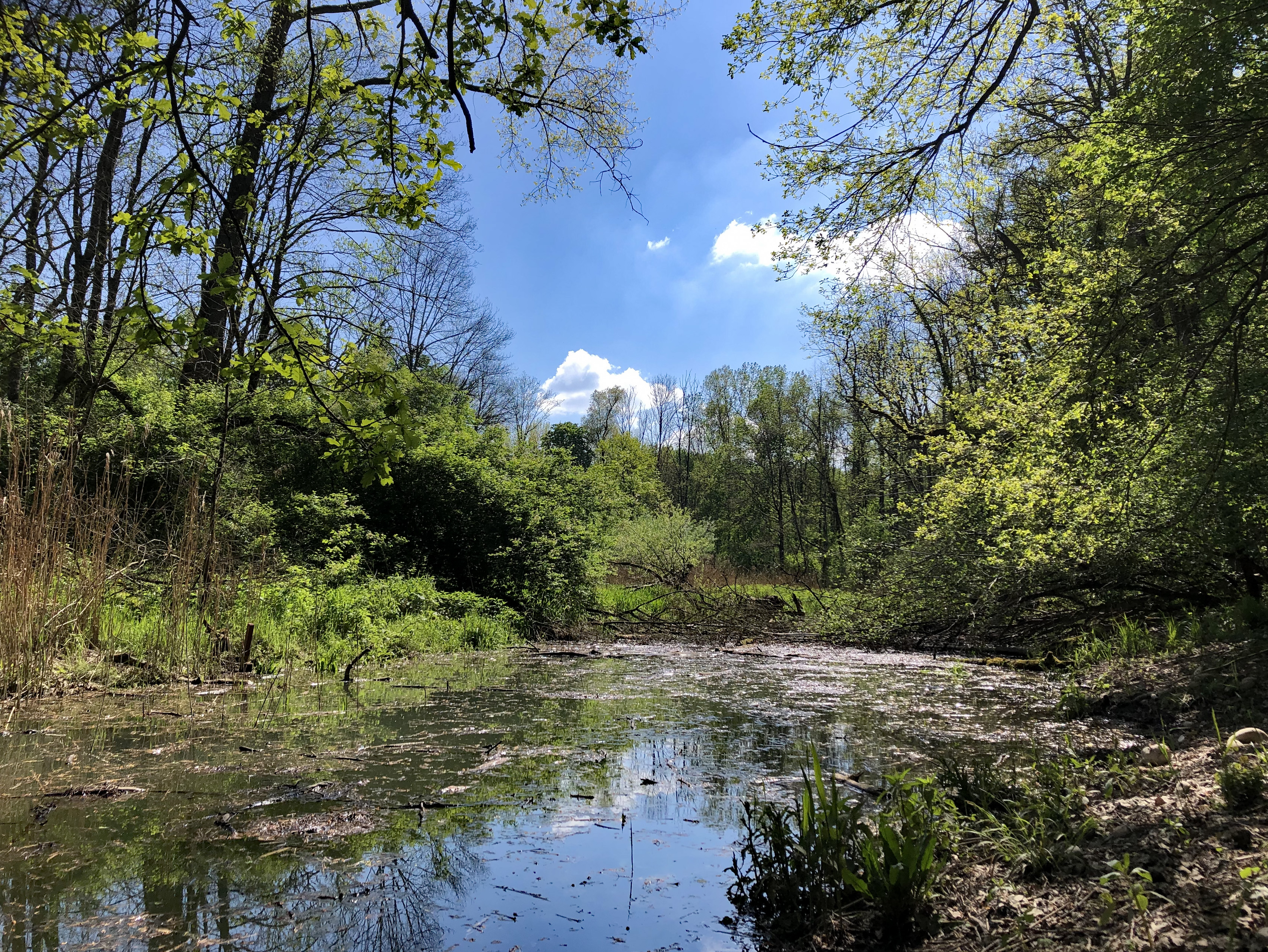
Weiher in einem Altarm der Aare

Die Flusslandschaften des Aargaus und die dort verbreitete spezielle Flora wurden von Rudolf Siegrist erstmals ausführlich beschrieben. Siegrist war auch der Initiant des Vereins zur Erforschung der Pflanzengesellschaften schweizerischer Flussauen, in dessen Auftrag Max Moor die Vegetationsgesellschaften des Umiker Schachens und anderer Flussauen pflanzensoziologisch untersuchte. Während der Bauzeit des Kraftwerks Wildegg-Brugg und auch später beschrieben mehrere Autoren die Landschaft, ihre naturkundlichen Verhältnisse und den einschneidenden Landschaftswandel. Neuere Untersuchungen des Naturgebiets fanden im Zusammenhang mit dem Programm «Auenschutzpark Aargau» statt.

### Geologie
Der Talboden im Schachengebiet entspricht einem Schwemmkegel mit Aaresedimenten, dessen Oberfläche von der Klus bei Wildegg bis nach Brugg etwa 15 Meter absinkt. Eine mehrere Meter hohe Schicht von Flussschotter und Sand bedeckt die unregelmässig erodierte Oberfläche des Untergrunds, der aus verschiedenen Felsformationen besteht. Bei der Entstehung der Alpen wurden die Kalkschichten des Jura ebenfalls angehoben. Im Gebiet von Schinznach und Baden bildeten sich bei der Jurahauptüberschiebung hohe, schräggestellte Schuppen aus so wie etwa der Wülpelsberg südlich der Auenlandschaft von Umiken. Der steile Hang unter der Habsburg bildet die Nordfront des Faltenjuras. Im Durchbruchstal von Schinznach erreichen Schichten des Muschelkalks die Oberfläche und lassen im Auengebiet das heisse Tiefengrundwasser austreten, das in den Thermalquellen genutzt wird. Oberhalb und unterhalb dieser Stelle liegen jüngere Juraschichten und in der Umgebung von Umiken Molassesandstein und Bohnerzton des Tertiärs direkt unter den Flusssedimenten.
Sondierbohrungen vor dem Bau des Kraftwerks Wildegg-Brugg zeigten, dass die fluvioglazialen Schotter im Auengebiet in tief in den Felsuntergrund gegrabenen Gerinnen stellenweise bis zu 20 Metern mächtig sind. Im Schotter fliesst der starke Grundwasserstrom der Aare, in den Trinkwasserfassungen abgeteuft sind. Die oberen Sedimentschichten bestehen aus Ablagerungen, die bei Überschwemmungen im Auengebiet liegen blieben. Sie werden als Aareschwemmsand bezeichnet. An der Oberfläche liegt im Schachenwald ein Boden aus Braunerde, der stellenweise wiederum von Schwemmsedimenten durchsetzt ist.

### Wald

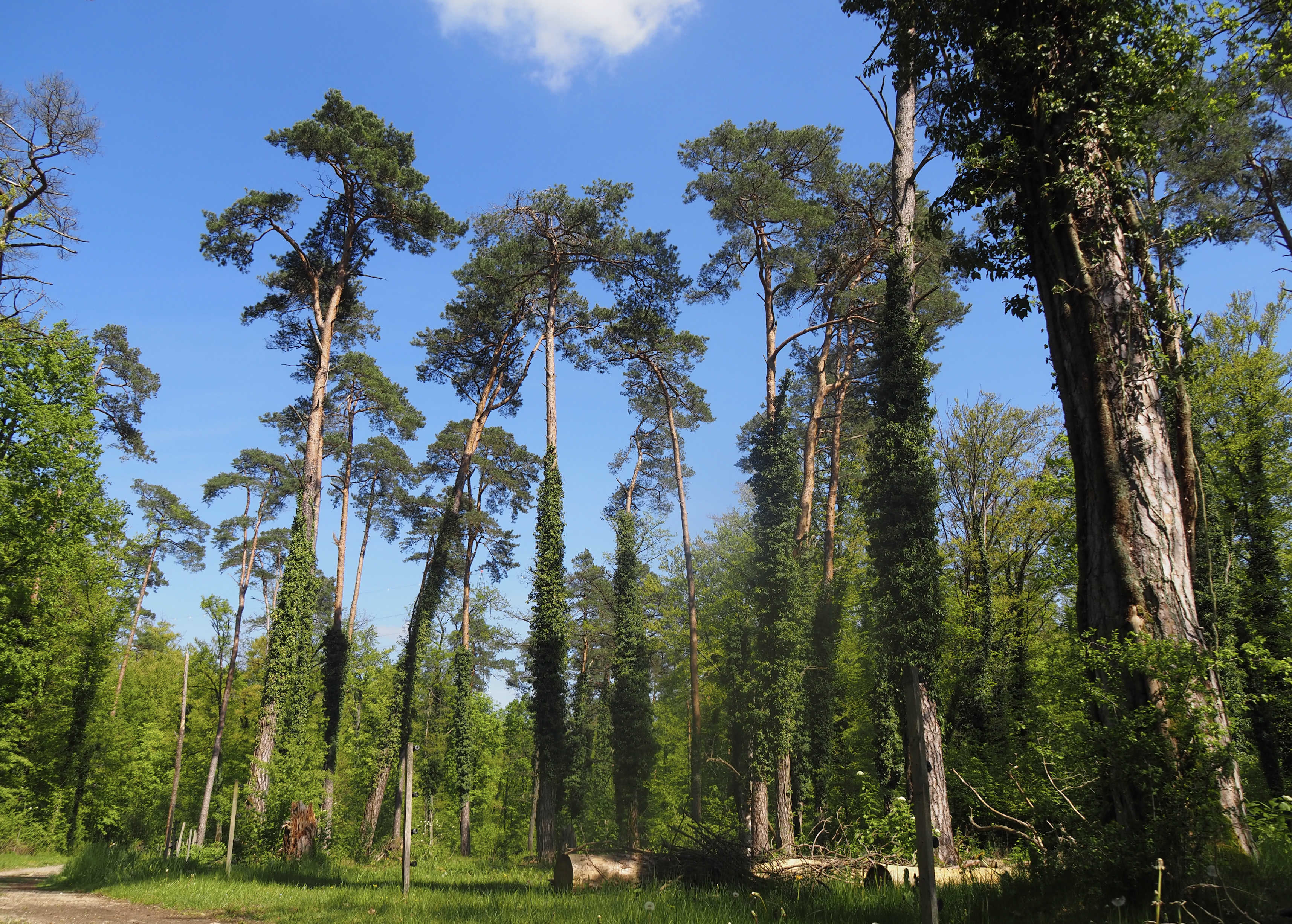
Ausgelichteter Föhrenwald im Stierenhölzli

Im Auenwald gab es vor dem Bau des Wasserkraftwerks je nach Standort unterschiedliche Pflanzengemeinschaften. An zeitweise trockenen Stellen im Flussbett setzten sich kurzlebige Pflanzen, besonders Gräser, fest. Im Auenwald nahe an den Wasserläufen breiteten sich Silberweiden, Grauerlen, Schwarzpappeln, Traubenkirschen und Eschen aus. Im Umiker Schachen gab es auf trockeneren Kiesinseln in Gemeinschaft mit Föhren, Wacholder, Weissdorn und Berberitze einen im Mittelland sehr seltenen Bestand des Sanddorns. Auf trockenen Böden der etwas höher gelegenen Terrassen wuchsen die Winterlinde, die Ulme, der Kreuzdorn und der Mehlbeerbaum, und am Hang des Wülpelsbergs entwickelten sich dauerhafte Laubmischwälder.
In der korrigierten und teilweise durch den Kraftwerkskanal entwässerten Landschaft, die nur noch selten von Hochwasser erreicht wird, kommen auf weiten Flächen vor allem Eschen und Buchen vor.
Das Stierenhölzli beherbergt einen seltenen Auen-Föhrenwald, wo die Akeleiblättrige Wiesenraute und Orchideen blühen. Im Schachenwald kommen mehrere Spechtarten und andere Vögel vor.
Verschiedene Parzellen in der Auenlandschaft sind als Waldreservate unter Schutz gestellt. Ein Waldgebiet von 6 Hektaren Umfang im Umiker Schachen gehört zum Waldreservatsnetz der Schweiz und wird als eines der ältesten Naturwaldreservate seit 1962 von der Eidgenössischen Forschungsanstalt für Wald, Schnee und Landschaft der ETH Zürich regelmässig geobotanisch untersucht. Die weitere Umgebung mit dem 2003 vom Kanton Aargau unter Schutz gestellten Waldreservat hat eine Fläche von 39 Hektaren.

### Gewässer

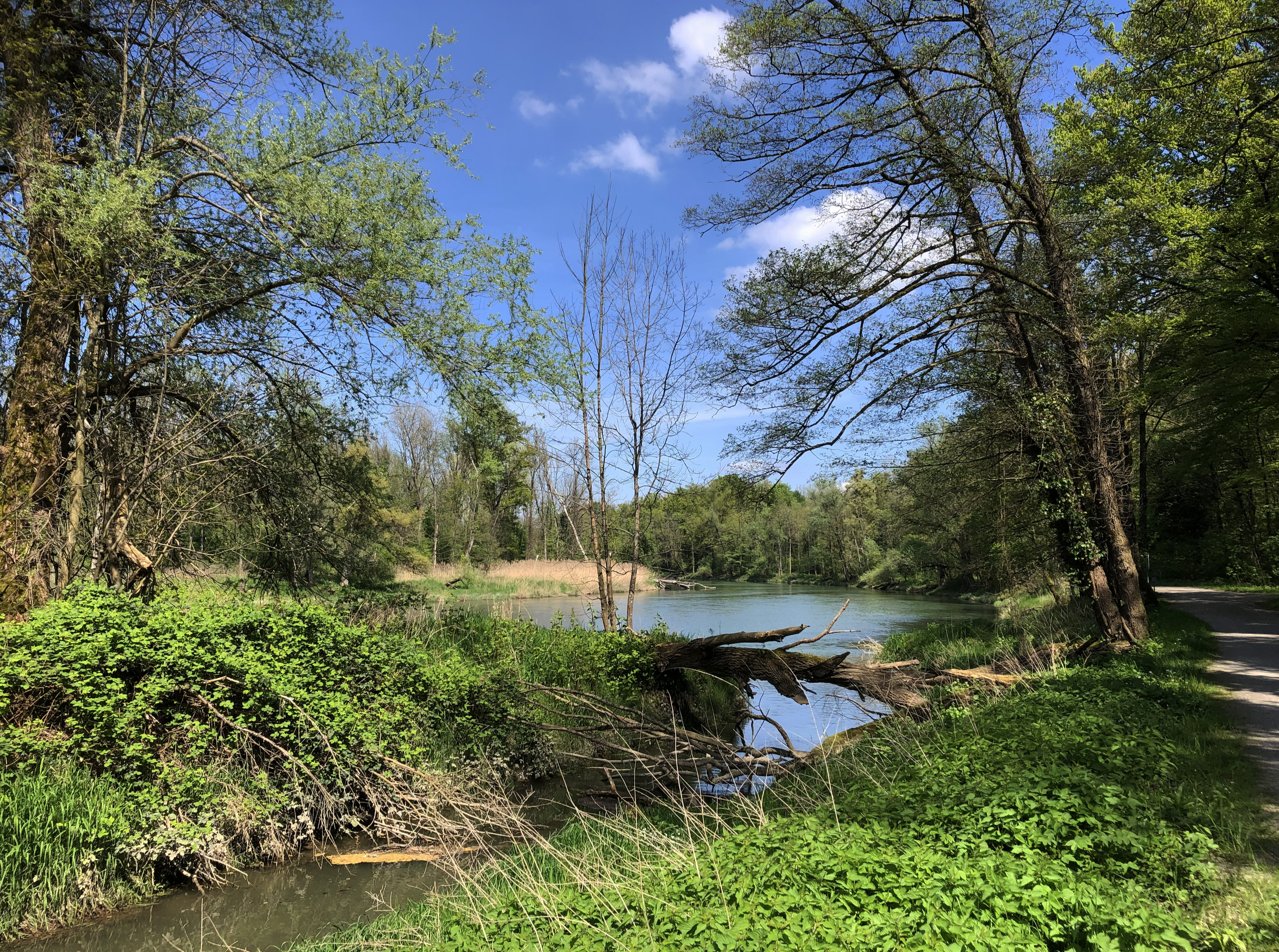
Mündung des Wildibachs in die alte Aare

Das Arbeitsprogramm des Auenschutzparks Aargau umfasste unter anderem den Bau eines Systems von Kleingewässern unter dem hoch über dem Auenboden stehenden Aareviadukt. In diesem Flussraum leben Fische wie die Nase, der Bitterling und das Bachneunauge sowie Vögel wie etwa die Gebirgsstelze, die Wasseramsel und der Eisvogel. Zudem wurde der alte Badkanal des Schinznacher Thermalbads bei der Flussrevitalisierung im Auengebiet im Jahr 2003 verlängert und mit dem neu angelegten «Wildibach» verbunden. In diesem künstlich geschaffenen, seichten Bach fanden schon nach kurzer Zeit etwa zwei Dutzend Fischarten ein neues Laichgebiet; einige davon sind in der Roten Liste der gefährdeten Arten aufgeführt: Nase, Bachneunauge, Äsche, Dorngrundel und der Schneider. Der Biber besiedelt die Gewässer im Auenwald; in den 1980er Jahren waren die Biberpopulationen im Umiker Schachen und am Rhein die einzigen im Kanton Aargau.
2021 richtete der Kanton Aargau als Ersatzmassnahme wegen des Baus der Südwestumfahrung Brugg im nördlichen Bereich der Schacheninsel grosse Wasserflächen mit einer offenen Umgebung ein, um auch für sonnenliebende Amphibien und Libellen einen geeigneten Lebensraum zu schaffen. Im neuen Biotop kommt unter anderem das Kleine Granatauge vor. An den verschiedenen Weihern stellt sich der Graureiher gerne ein.

### Amphibien und Reptilien
Die Kernzone der Auenlandschaft auf der Insel zwischen dem alten Flusslauf der Aare und dem Unterwasserkanal des Kraftwerks bildet als «Umiker Schachen» ein Amphibienlaichgebiet von nationaler Bedeutung. Die Fläche ist 48 Hektaren gross und zum grössten Teil bewaldet. Um für die Amphibien zusätzlich zum bereits vorhandenen Stränglibach bessere Bedingungen zu schaffen, wurden in Rodungslichtungen künstliche Wasserflächen angelegt. In der ausgedehnten, vom Strassenverkehr kaum gefährdeten Naturlandschaft leben unter anderem der Bergmolch, der Fadenmolch, die Gemeine Geburtshelferkröte, die Gelbbauchunke, die Erdkröte und der Grasfrosch.

### Insekten
Die vielfältigen Gewässer und Pflanzengemeinschaften bilden eine Lebensgrundlage für zahlreiche Insektenarten, die wiederum für Vögel und andere Tierarten wichtig sind. An den Weihern kommen verschiedene Libellen vor. Eine gezielte Erhebung in den 1990er Jahren stellte im Umiker Schachen mehr als 200 Nachtfalter-Arten fest.
Bei einer Studie über Laufkäfer in verschiedenen Auengebieten des Kantons Aargau wurden von 2008 bis 2013 Flächen auf Aueninseln im Villnacher Schachen beobachtet. Dabei wurden 84 Arten nachgewiesen, wovon 28 zu den speziellen Kennarten für Auen gehören. Nur an dieser Stelle fanden die Biologen den seltenen und als gefährdet eingestuften Laufkäfer Bembidion bruxellense. Im Umiker Schachen kommen mehrere Käferarten vor, die in der Roten Liste aufgeführt sind.

### Vögel
Im waldreichen Auengebiet mit offenen Flussabschnitten und Feuchtgebieten halten sich viele Vogelarten und periodisch auch Zugvögel auf. Unter anderem wurden der Eisvogel, die Wasseramsel, die Bergstelze, der Hausrotschwanz, der Graureiher, verschiedene Spechtarten und andere Waldvögel beobachtet. Eine Vogelzählung im Jahr 2015 ergab den Bestand von 65 verschiedenen Arten im Umiker Schachen.
Schon aus der Zeit vor dem Bau des Kraftwerks Wildegg-Brugg sind Nachrichten über viele in der Landschaft lebende Vogelarten überliefert, so von der Flussseeschwalbe, dem Flussregenpfeifer, dem Flussuferläufer, der Wasserralle, dem Tüpfelsumpfhuhn, der Teichralle, der Rohrammer, dem Teichrohrsänger und dem Fischadler.

### Wildtierkorridor

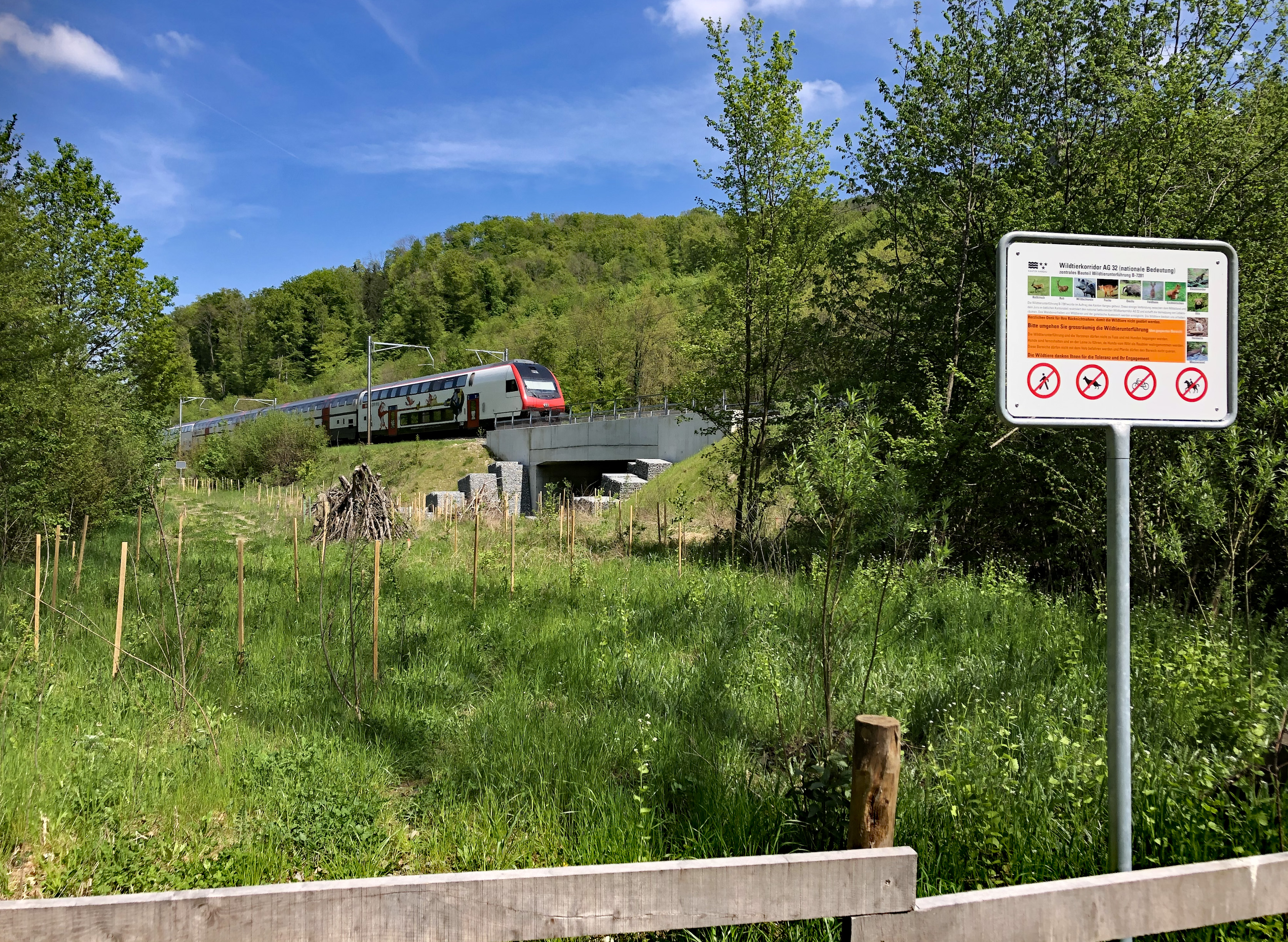
Wildtierunterführung unter Bahnlinie und Hauptstrasse

Durch das Waldgebiet im Flusstal zwischen Schinznach und Brugg sind die waldreichen Juraberge und die Hügel am Birrfeld und weiter südlich im Mittelland vernetzt. Der Raum Umiker Schachen–Wildischachen–Habsburg gilt als Wildtierkorridor von nationaler Bedeutung und ist im kantonalen Richtplan festgelegt. 2021 baute der Kanton Aargau im Gebiet «Wildi», das zu Brugg gehört, eine geräumige Wildtierunterführung unter der zweispurigen Bahnstrecke und der daneben liegenden Aarauerstrasse, um für die Wildtiere den Weg vom Schachengebiet zum Wülpelsberg zu erleichtern. Der erste, 13 Meter breite und 6,5 Meter hohe Teil des Bauwerks wurde neben den Bahngleisen betoniert und danach während einer kurzen Unterbrechung des Bahnverkehrs im Juli 2021 unter den Bahndamm verschoben. Anschliessend wurde die zweite Hälfte des Tunnels unter der Kantonsstrasse gebaut.

## Schutzzweck
Für die verschiedenen Abschnitte des Auengebiets gelten gemäss den Schutzkategorien und den naturkundlichen Eigenheiten unterschiedliche Schutzziele. Laut dem Sachprogramm Auenschutzpark Aargau von 1997 lautet die übergeordnete Aufgabe vor allem: «Der Auenschutzpark Aargau erhält und schafft grossräumige und vernetzte Fluss- und Auenlebensräume für Pflanzen, Tiere und Menschen.» In den Bau- und Nutzungsordnungen der Gemeinden sind Bestimmungen über die Schutzgebiete enthalten.
Das Schutzgebiet Umiker Schachen-Stierenhölzli wurde unter den Auenlandschaften an der Aare als Referenzobjekt für die Erfolgskontrolle über den Zustand des Gewässerraums der Auen von nationaler Bedeutung ausgewählt.
- Im gesamten Bereich sollen die verbliebenen Teile der natürlichen Flusslandschaft mit Inseln und Schnellen erhalten und die Flussdynamik mit ihrer Auswirkung auf die Auenvegetation gefördert werden. Kies- und Sandbänke sowie Kleingewässer sind als bedeutende Brut- und Laichgebiete vieler Tierarten zu erhalten. Die für Auenlandschaften typischen Pflanzengemeinschaften sind vor der Verdrängung durch andere Arten zu schützen. Der Freizeit- und Erholungsbetrieb ist zu kanalisieren und einzuschränken.
- Im Amphibienschutzgebiet sind die Lebensräume und Laichgebiete der Amphibien vor Beeinträchtigung zu schützen und mit gezielten Pflegemassnahmen zu verbessern. Die Tümpel auf der Schacheninsel werden erweitert. Die Verordnung über den Schutz der Amphibienlaichgebiete von nationaler Bedeutung vom 15. Juni 2001 bestimmt als wichtigstes Schutzziel die Erhaltung und Förderung
  - a. des Objekts als Amphibienlaichgebiet;
  - b. der Amphibienpopulationen, die den Wert des Objekts begründen;
  - c. des Objekts als Element im Lebensraumverbund.
- Die Waldreservate sind teilweise der natürlichen Entwicklung und Verjüngung überlassen, dienen der geobotanischen Forschung und werden in besonderen Zonen zur Förderung bestimmter Arten gepflegt. Die Vegetation der Weichholzaue, der Zonen der Hartholzaue und auf den Schotterterrassen sind zu erhalten. Im orchideenreichen Föhrenwald werden offene Flächen periodisch gemäht.
- Die Wildtierkorridore sind zu verbessern. Menschen und Haustiere sind davon fernzuhalten.
- Invasive Neophyten sind zu bekämpfen.